# براتوم تشوثونغ
براتوم تشوثونغ (بالتايلندية: ประทุม ชูทอง)‏ (26 أكتوبر 1983 بمحافظة رانونغ في تايلاند - ) هو لاعب كرة قدم تايلندي في مركز الدفاع. شارك مع منتخب تايلاند لكرة القدم. أما مع النوادي، فقد لعب مع نادي بوريرام يونايتد وJumpasri United F.C. ‏ وKasem Bundit University F.C. ‏ وSuphanburi F.C. ‏.

## وصلات خارجية
- براتوم تشوثونغ على موقع قاعدة بيانات كرة القدم.إي يو (الإنجليزية)
- براتوم تشوثونغ على موقع ناشيونال فوتبول تيمز (الإنجليزية)
- براتوم تشوثونغ على موقع Soccerway.com (الإنجليزية)
- براتوم تشوثونغ على موقع عالم كرة القدم.نت (الإنجليزية)